# Gira Mi Canción
Gira Mi Canción es el quinto álbum de banda sonora de la telenovela argentina Violetta. Fue lanzado el 18 de julio de 2014 en América Latina por Walt Disney Records. En Brasil, la banda sonora fue lanzada el 8 de septiembre de 2014.

## Lista de Canciones
| Violetta - Gira Mi Canción | |          |  |
| N.º                        | Título | Duración |  |
| 1.                         | «En Gira» (Elenco de Violetta)                                                                                        | 3:23     |  |
| 2.                         | «Amor En El Aire» (Jorge Blanco)                                                                                      | 3:27     |  |
| 3.                         | «Supercreativa» (Martina Stoessel)                                                                                    | 3:42     |  |
| 4.                         | «Encender Nuestra Luz» (Martina Stoessel, Mercedes Lambre, Candelaria Molfese, Lodovica Comello & Alba Rico)          | 3:05     |  |
| 5.                         | «Ser Quien Soy» (Diego Domínguez)                                                                                     | 3:06     |  |
| 6.                         | «Quiero» (Mercedes Lambre)                                                                                            | 2:17     |  |
| 7.                         | «Rescata Mi Corazón» (Ruggero Pasquarelli)                                                                            | 2:57     |  |
| 8.                         | «Aprendí A Decir Adiós» (Lodovica Comello)                                                                            | 3:40     |  |
| 9.                         | «Descubrí» (Martina Stoessel)                                                                                         | 3:42     |  |
| 10.                        | «Queen Of The Dance Floor» (Jorge Blanco, Ruggero Pasquarelli, Facundo Gambandé, Nicolas Garnier & Samuel Nascimento) | 3:01     |  |
| 11.                        | «Underneath It All» (Martina Stoessel)                                                                                | 3:42     |  |
| 12.                        | «A Mi Lado» (Martina Stoessel, Lodovica Comello & Candelaria Molfese)                                                 | 3:06     |  |
| 13.                        | «Friends' Till The End» (Elenco de Violetta)                                                                          | 3:24     |  |
| 42:18                      | |          |  |

## Historial de Lanzamiento
| País                 | Título             | Fecha                   | Referencias       |
| -------------------- | ------------------ | ----------------------- | ----------------- |
| Argentina            | Gira Mi Canción    | 18 de julio de 2014     |                   |
| Bolivia              | Gira Mi Canción    | 18 de julio de 2014     |                   |
| Chile                | Gira Mi Canción    | 18 de julio de 2014     |                   |
| Colombia             | Gira Mi Canción    | 18 de julio de 2014     |                   |
| Costa Rica           | Gira Mi Canción    | 18 de julio de 2014     |                   |
| Ecuador              | Gira Mi Canción    | 18 de julio de 2014     |                   |
| Guatemala            | Gira Mi Canción    | 18 de julio de 2014     |                   |
| Honduras             | Gira Mi Canción    | 18 de julio de 2014     |                   |
| México               | Gira Mi Canción    | 18 de julio de 2014     |                   |
| Paraguay             | Gira Mi Canción    | 18 de julio de 2014     |                   |
| Perú                 | Gira Mi Canción    | 18 de julio de 2014     |                   |
| República Dominicana | Gira Mi Canción    | 18 de julio de 2014     |                   |
| Uruguay              | Gira Mi Canción    | 18 de julio de 2014     |                   |
| Venezuela            | Gira Mi Canción    | 18 de julio de 2014     |                   |
| Brasil               | Gira Mi Canción    | 8 de septiembre de 2014 | [ 1 ] [ 2 ] [ 3 ] |
| Italia               | Violetta - En Gira | 7 de octubre de 2014    |                   |